# W.S. Holland
W.S. "Fluke" Holland, född 22 april 1935 i Saltillo i Hardin County, Tennessee, död 23 september 2020 i Jackson, Tennessee, var en amerikansk trummis, som spelade med många av rockens storheter som Elvis Presley, Jerry Lee Lewis och Carl Perkins, och som sedan 1960 ingick i Johnny Cashs kompband Tennessee Three.